# Santa Cruz (freguesia)
Santa Cruz es una freguesia portuguesa del concelho de Santa Cruz, con 28,10 km² de superficie y 6.070 habitantes (2001). Su densidad de población es de 216,0 hab/km².